# Darwin Deez
Darwin Deez est un groupe américain de rock indépendant, originaire de New York.

## Histoire
Le groupe commence à attirer l'attention du public au Royaume-Uni à la fin de l'année 2009, après la sortie de son premier single, Constellations. En avril 2010, le groupe sort son deuxième single, Radar Detector, qui atteint la 62e place du UK Singles Chart et la 5e place du UK Indie Chart. Il fait la couverture du NME et se classe dans le Top 10 de la Cool List annuelle. Le premier album éponyme du groupe, Darwin Deez,  sort le 12 avril 2010 au Royaume-Uni et le 22 février 2011 aux États-Unis. Le troisième single de l'album, Up in the Clouds, sort le 12 juillet 2010. En février 2011, ils sortent une mixtape intitulée Wonky Beats et annoncent lors d'une interview en mars au festival SXSW qu'ils l'avaient rendue gratuite au téléchargement. Darwin Deez entame une tournée en Australie en avril 2011, au cours de laquelle ils ont joué au festival Groovin the Moo et dans un certain nombre de manifestations parallèles.
En février 2013, Darwin Deez sort son deuxième album intitulé Songs for Imaginative People et part en tournée pour le soutenir. Darwin Deez sort son troisième album studio, intitulé Double Down, le 18 septembre 2015, via Lucky Number. Leur dernier album, 10 Songs that Happened When You Left Me with My Stupid Heart, sort en 2018. En 2018, le groupe se lance dans une tournée de spectacles à domicile, réservant des représentations chez des fans à travers le pays. La tournée est filmée sous forme de documentaire par Sound It Out films. 

## Discographie

### Albums studio
- 2010 : Darwin Deez (Lucky Number)
- 2013 : Songs for Imaginative People (Lucky Number)
- 2015 : Double Down (Lucky Number)
- 2018 : 10 Songs That Happened When You Left Me with My Stupid Heart (Lucky Number)

### Mixtapes
- 2011 : Wonky Beats

### Singles
- 2009 : Constellations
- 2010 : Up in the Clouds
- 2010 : Bad Day
- 2010 : Radar Detector
- 2013 : Free
- 2013 : You Can't Be My Girl